# Orgilus radialis
Orgilus radialis är en stekelart som beskrevs av Jakimavicius 1972. Orgilus radialis ingår i släktet Orgilus och familjen bracksteklar. Inga underarter finns listade i Catalogue of Life.